# Zelotes hardwar
Zelotes hardwar är en spindelart som beskrevs av Norman I. Platnick och Mohammad U. Shadab 1983. Zelotes hardwar ingår i släktet Zelotes och familjen plattbuksspindlar.
Artens utbredningsområde är Jamaica. Inga underarter finns listade i Catalogue of Life.